# Physopleurus crassidens
Physopleurus crassidens là một loài bọ cánh cứng trong họ Cerambycidae.